# Vera Paiva
Vera Silvia Facciolla Paiva é professora titular no Departamento de Psicologia Social da Universidade estadual de São Paulo (USP) e leciona no Instituto de Psicologia desde 1987. Filha de Rubens Paiva e Eunice Paiva, nascida em 1953 no Estado de São Paulo, mudou-se para o Rio de Janeiro e para Santos quando seu pai - ex-deputado federal - foi preso em 1971, por agentes da ditadura militar. Vera Paiva realiza pesquisas acerca das desigualdades, da prevenção e cuidados à IST e AIDS e aborda questões psicossociais.
É uma referência nos estudos de Psicologia Social e no esclarecimento da verdade durante a Comissão Nacional da Verdade em prol da justiça por seu pai e por todas as outras pessoas que foram vítimas da Ditadura Militar. Além disso, Vera produziu diversos artigos científicos acerca da prevenção do HIV e programas que buscam viabilizar testes anti-HIV, distribuição de preservativos e a abordagem desses assuntos no sistema educacional brasileiro. Ela discute situações como a falta de prioridade da saúde pública diante de outras instâncias e sugere formas de mudar esse processo para garantir o direito de todos a uma saúde adequada e igualitária.

## Juventude
Vera Paiva, durante sua juventude, viveu no período da Ditadura Militar e diante disso, seu pai e, por consequência, toda a sua família foi alvo das torturas e perseguições realizadas nesse momento tenso da História do Brasil. Rubens Paiva foi cassado, preso, torturado e assassinado pela Ditadura, esse fato gerou traumas significativos para a família, a prisão da mãe - Eunice - e da irmã - Eliana - também causou um impacto muito forte na juventude de Vera. Ela conta como sua mãe lidou com isso ao sair da prisão, durante entrevistas e a insegurança do título de "desaparecimento" de Rubens. Com o silêncio instaurado sobre o assunto, ela foi perceber apenas durante sua vida adulta os efeitos dessa ação.
Ela foi para São Paulo estudar Psicologia e conta que os ensinamentos de sua família fizeram com que ela fosse uma pessoa sensível aos sentimentos alheios e essa foi sua principal motivação ao escolher o curso. Se envolveu em diversas atividades acadêmicas como Diretora do Movimento Estudantil, porém diante do governo vigente composto por militares, a militância do movimento ia contra os atos de violência aos direitos humanos, e, com isso, chegou a ser detida por 24h aguardando interrogatório. Ela também menciona a dificuldade em ler obras que se relacionavam com a pedagogia e psicologia fora do padrão estabelecido pelos militares, então os livros de Karl Marx, Paulo Freire e Freud por exemplo, eram escondidos para que não corressem o risco de serem descobertas pelos agentes militares com a justificativa de serem obras subversivas, e assim seriam acusados de serem comunistas.

### Carreira
Vera Paiva ingressou como professora Titular no Departamento de Psicologia Social da USP em 1987, orienta programas de Psicologia Social/IPUSP, Medicina Preventiva/FMUSP e Saúde Pública e é estudiosa do campo da Aids, desigualdade social e no campo das sexualidades e dos gêneros. Seu currículo acadêmico é extenso e possui inúmeras referências em instituições no exterior, dentre elas: a Columbia University, Universidade da Califórnia, Harvard e Institut Pasteur/França. Recebeu bolsas de estudo como investimentos por sua criatividade e excepcional desenvolvimento científico.
Vera Paiva recebeu a bolsa da MacArthur Individual Leadership Grantee, bolsa designada a pessoas com talento e criatividade como investimento, também recebeu o Fogarty Fellow, financiamento do Centro Internacional Fogarty para pesquisas relacionadas à Saúde Global que oferece o treinamento de pesquisas clínicas para jovens da pós-graduação. Faz parte como membro da Internacional Aids Society e se relaciona como Coordenadora da Rede de Pesquisa Solidária COVID - 19. 
Durante o início da epidemia do vírus HIV, Vera passou a atender inúmeros jovens infectados, e assim seu interesse pela área da prevenção começou, ainda quando alguns de seus pacientes faleceram sem fazer parte do grupo de risco, ela pensava na tragédia que poderia acontecer caso esse vírus se alastrasse ainda mais, atingindo pessoas que sustentam suas famílias. O livro "Fazendo Arte com Camisinha" demonstra detalhes acerca das oficinas, realizadas nas escolas, de como se prevenir contra infecções sexualmente transmissíveis, e apesar da resistência na realização das atividades o projeto era essencial para informar e não causar mais pânico do que o que já estava instaurado.

### Livros
- Fazendo Arte Com Camisinha: sexualidades jovens em tempos de aids.
- Evas, Marias, Liliths--: as voltas do feminino.

## Efeitos da Ditadura Militar
Vera Paiva foi uma importante contribuinte para o processo de desenvolvimento da Comissão da Verdade, em busca da justiça por todos os crimes cometidos durante o Golpe de 64. Ela deixa evidente como é necessário retomar essa problemática, diante de um país repleto de pessoas que ainda buscam anistia por crimes horrendos e ainda hoje negam o genocídio de milhares de pessoas durante a escravatura e de populações indígenas. 

### Ainda Estou Aqui
O filme lançado pelo irmão de Vera Paiva, Marcelo Rubens Paiva, retrata sua história familiar, evidenciando os traumas gerados pela morte de seu pai durante a Ditadura Militar, e é utilizada como memória e denúncia aos atos cometidos contra os direitos humanos. O romance aborda questões sensíveis como o "desaparecimento" de um pai presente amorosamente e fisicamente e como a família lida com isso após terem noção de que ele não voltaria mais. Eunice Paiva, mãe de Vera, foi diagnosticada com Alzheimer, contudo, o diagnóstico não afetou a verdade daquele momento, que o Brasil precisava de um manifesto político, e trazer a memória desses atos à tona era uma forma de evitar o esquecimento do sofrimento que as famílias de assassinados, "desaparecidos" e torturados passaram.